# Chiesa di San Floriano (Pulfero)
La chiesa di San Floriano Martire è la parrocchiale di Brischis, frazione di Pulfero, in provincia ed arcidiocesi di Udine; fa parte della forania del Friuli Orientale.

## Storia
Si sa che a Brischis esisteva già nel Medioevo una chiesa. Essa venne parzialmente ricostruita nel 1477 su progetto di tale Andrea di Skofja Loka. 
L'edificio fu in seguito ampliato tra il 1713 e il 1718.

La parrocchiale di Brischis venne ristrutturata nel 1835.

## Descrizione
La facciata della chiesa presenta, nella parte inferiore, un rivestimento composto da lastre di colore grigio; sopra di essa vi è il timpano triangolare al centro del quale si apre una finestrella circolare.
L'interno è ad un'unica navata con soffitto caratterizzato da volta a botte; al termine dell'aula vi è il presbiterio, che è rialzato di due gradini.